# Sclerobia
Sclerobia is een geslacht van vlinders van de familie snuitmotten (Pyralidae), uit de onderfamilie Phycitinae.

## Soorten
- S. albilinea Joannis, 1927
- S. tritalis Walker, 1863